# Eriocaulon trisectoides
Eriocaulon trisectoides är en gräsväxtart som beskrevs av Yoshisuke Satake. Eriocaulon trisectoides ingår i släktet Eriocaulon och familjen Eriocaulaceae. Inga underarter finns listade i Catalogue of Life.